# Pius III.

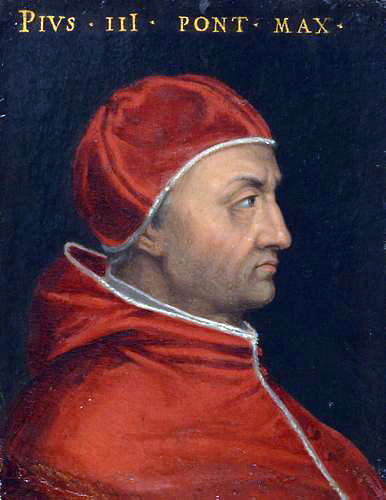
Papst Pius III.

Wappen von Papst Pius III. (moderne Nachzeichnung)

Pius III., ursprünglich Francesco Todeschini Piccolomini (* 29. Mai 1439 in Siena; † 18. Oktober 1503 in Rom), war vom 22. September 1503 bis zum 18. Oktober 1503 Papst der römisch-katholischen Kirche.

## Herkunft
Francesco Todeschini Piccolomini wurde in der Toskana als zweiter Sohn des Juristen Giovanni de Todeschini und dessen Ehefrau Laodomia Piccolomini, einer Schwester von Papst Pius II., geboren. Bis heute streiten sich die italienischen Gemeinden Pienza, Siena und Sarteano darüber, welche von ihnen der Geburtsort des Papstes ist; die Mehrheit der historischen Quellen geht von Siena aus.
Francesco Todeschini Piccolomini hatte fünf Brüder und zwei Schwestern. Schon früh hatte er die Gunst seines Onkels, des späteren Papstes Pius II. Dieser förderte den in bescheidenen Verhältnissen aufwachsenden Neffen durch eine sorgfältige Erziehung, da er für ihn die geistliche Laufbahn vorgesehen hatte.

## Kirchliche Laufbahn
Francesco Todeschini Piccolomini studierte in Wien und Perugia Rechtswissenschaften. Er beendete sein Studium mit dem akademischen Grad eines Dr. jur. can. in Perugia. Sein Onkel Papst Pius II. ernannte ihn nach seiner Papstwahl zum Domherrn in Siena und im Jahr 1459 zum Bischof von Siena. Am 5. März 1460 erhob ihn Papst Pius II. zum Kardinal.
Während der Reise Papst Pius II. zur Eröffnung des geplanten Türkenkreuzzuges (1464) war Francesco Todeschini Piccolomini mit der Verwaltung des Kirchenstaats betraut. Durch die Kontakte in Wien und gefördert von seinem Onkel Pius II. erlernte er die deutsche Sprache. Das sollte seine Laufbahn in der Kurie entscheidend befördern, und es entwickelten sich viele nützliche Kontakte zu Deutschland und zu den Habsburgern. So war er nach dem Tod seines Onkels unter den Pontifikaten der Päpste Paul II., Sixtus IV. und Innozenz VIII. mehrfach ein Vertreter deutscher Interessen in der Kurie gewesen. Seine Zeitgenossen nannten ihn daher auch den Protector Nationis Germanicae.
Im Jahr 1471 reiste er als päpstlicher Legat zum Reichstag nach Regensburg, wo er viele alte Kontakte auffrischen konnte, unter anderem auch zu den Habsburgern. 1492 galt Kardinal Todeschini Piccolomini als einer der Anwärter auf den Papstthron, wusste jedoch selbst, dass er sich gegen die anderen Kandidaten nicht durchsetzen konnte. Im Jahr 1494 führte ihn eine diplomatische Mission an den Hof von König Karl VIII. von Frankreich – er konnte Papst Alexander VI. zuvor überzeugen, sich dem Vormarsch des französischen Königs in Italien zu widersetzen, und sollte nach dessen Einmarsch in Florenz Verhandlungen mit ihm führen, scheiterte damit jedoch. In den Folgejahren widmete er sich vorwiegend der bischöflichen Arbeit in Siena. Im geheimen Konsistorium im Juni 1497 sprach er sich als einziger Kardinal gegen die Übertragung des Herzogtums Benevent an den Papstsohn Juan Borgia aus.
Francesco Todeschini Piccolomini war ein großer Kunstfreund und Mäzen. So beauftragte er im Juni 1502 Michelangelo, 15 Statuen für den Piccolomini-Altar in Dom von Siena zu schaffen (von denen aber letztlich nur fünf Statuen ausgeführt wurden). Er beauftragte 1502 auch Pinturicchio mit zehn monumentalen Fresken in der Libreria Piccolomini, die er zuvor auf eigene Kosten hatte errichten und ausstatten lassen.

## Pontifikat

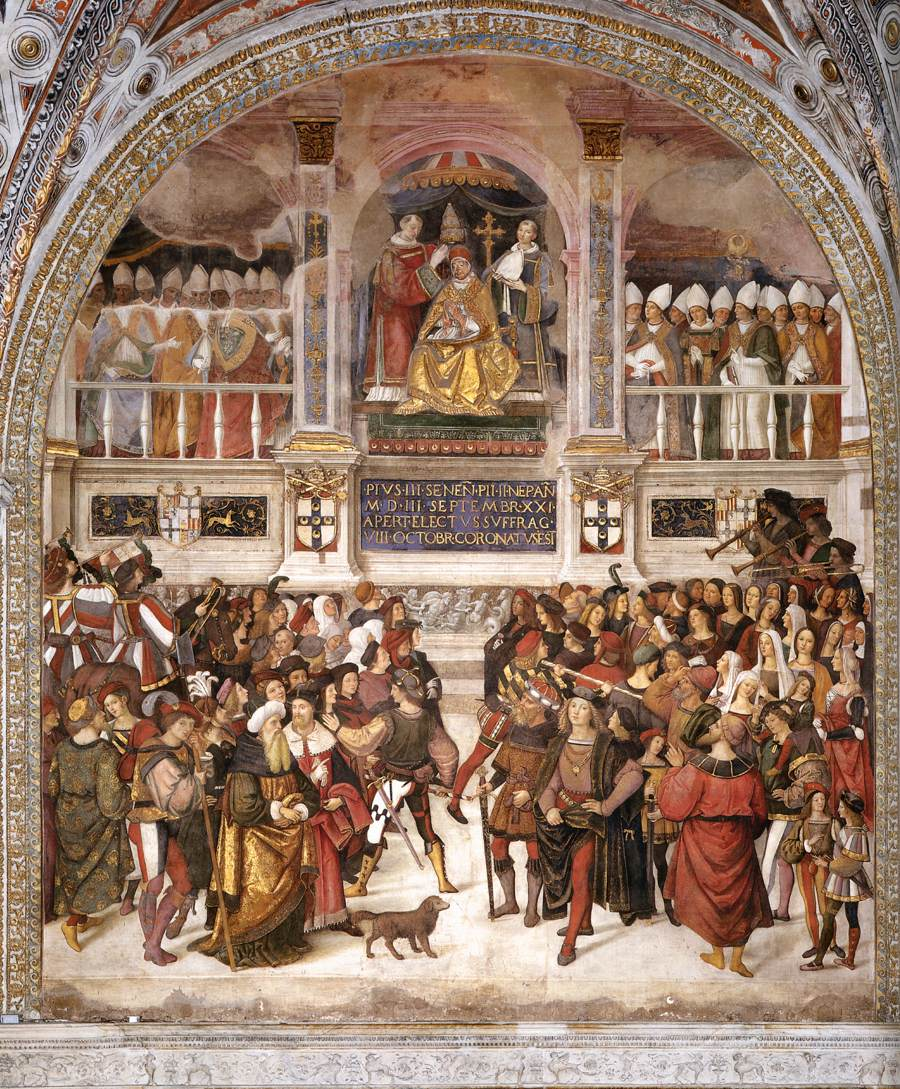
Pinturicchio: Die Krönung von Papst Pius III. (Fresko im Dom von Siena, 1509)

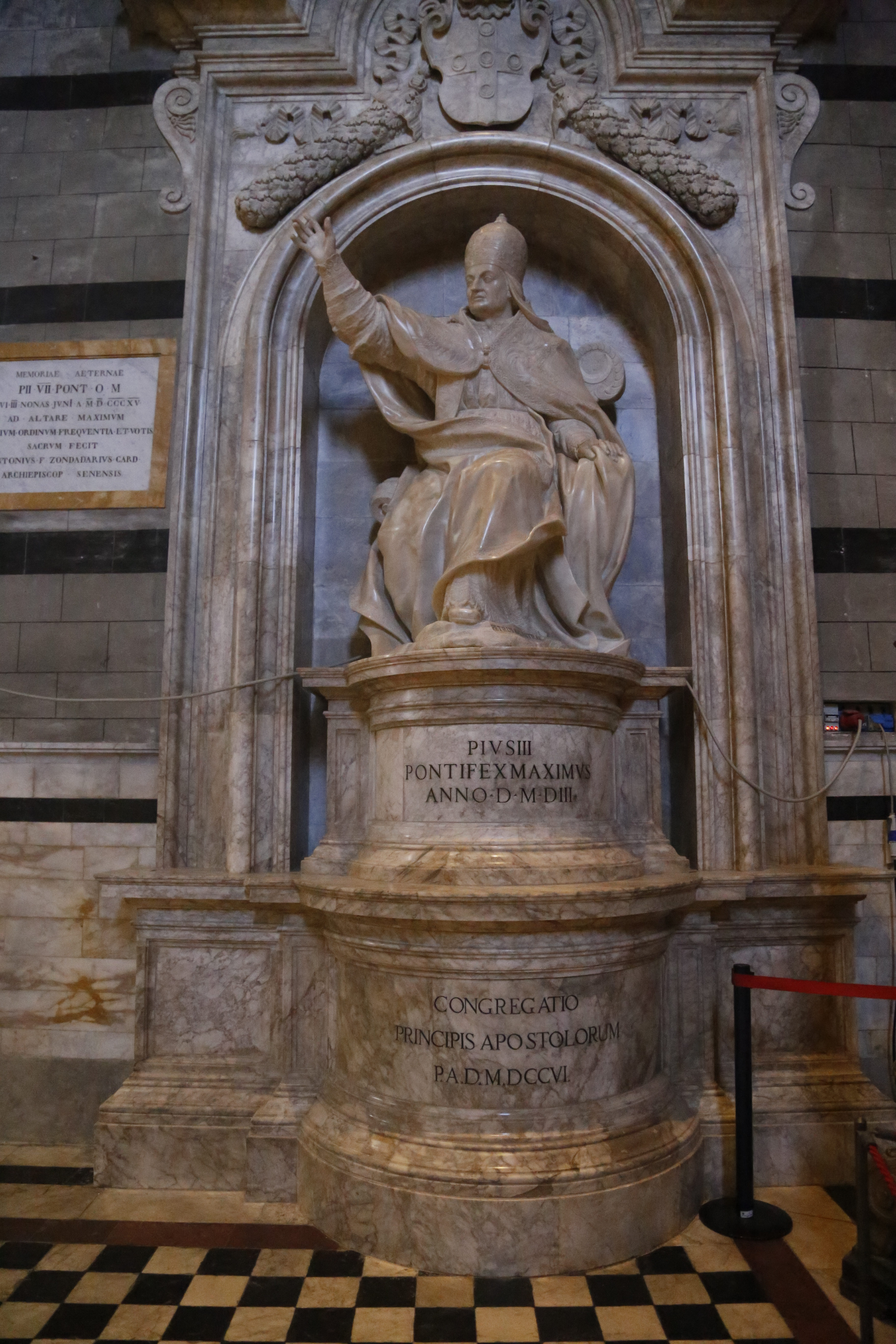
Denkmal von Papst Pius III. im Dom von Siena

Am 22. September 1503 wurde er durch das Konklave zum neuen Papst gewählt. Den Namen Pius III. wählte er im Andenken an seinen Onkel, Papst Pius II. Papst Pius III. stand über den streitenden Parteien und kann als bewusst gewählter Übergangskandidat angesehen werden; zudem litt er an Gicht, und seine labile Gesundheit ließ ein kurzes Pontifikat erwarten – womit die Kardinäle recht behalten sollten. Der französische Hof hatte viel dafür unternommen, dass der französische Kardinal Georges d’Amboise zum Nachfolger von Alexander VI. gewählt wurde. Hintertrieben wurde diese Wahl jedoch durch den Kardinal Ascanio Sforza, der im Interesse der italienischen Herrscherfamilie der Sforza weder einen Papst französischer Abstammung wünschte noch ein Interesse daran hatte, dass der Italiener Giuliano della Rovere als neuer Papst aus dem Konklave hervorging.
Bereits ab dem 13. Oktober 1503 war Pius III. jedoch bettlägerig; er wurde von der Gicht gequält und konnte sein Amt nicht aktiv ausüben. An den Folgen der Gicht verstarb er dann auch am 18. Oktober 1503. Wegen der Kürze seines Pontifikats kamen Gerüchte auf, der Papst sei vergiftet worden, aus heutiger Sicht ist dieser Argwohn jedoch nicht begründet.
Pius III. hob sich durch seine persönliche Integrität scharf von einigen seiner Vorgänger ab. Mit seiner Wahl kamen berechtigte Hoffnungen auf, er könne eine Reform der Kirche an Haupt und Gliedern einleiten. In dem nur 26 Tage währenden Pontifikat konnte er der Kirche allerdings keine entscheidende Wendung geben. Er fand seine letzte Ruhe neben Papst Pius II. in Sant’Andrea della Valle. Pius III. hatte möglicherweise Kinder.